# Разоблачённая Изида
«Разоблачённая Изида, универсальный ключ к тайнам древней и современной науки и теологии» (англ. Isis Unveiled, a Master Key to the Mysteries of Ancient and Modern Science and Theology) — книга по оккультной философии в двух томах Елены Петровны Блаватской на английском языке. Работа над книгой продолжалась с 1875 по 1877 год.
В книге рассматриваются религиозные аспекты философских работ Платона, Плотина, Пифагора, Парацельса, Джордано Бруно и др., классические религиозные тексты христианства, буддизма, индуизма, зороастризма и др., с целью «признания герметической философии» как единственного ключа к «Абсолютному в науке и теологии».

## История написания и публикации

### Начало работы
Г. С. Олкотт вспоминал, что летом 1875 года Е. П. Блаватская сообщила ему о том, что она получила указание своего Учителя начать подготовку материалов по истории и философии Восточных Школ и их взаимоотношении с современностью, которые позже предполагалось опубликовать. Но лишь через один или два месяца после создания Теософского Общества у них появилась возможность заняться книгой вплотную. О работе Блаватской Олкотт рассказал в своих мемуарах:

«За всю её предыдущую жизнь она не выполнила и десятой доли этого литературного труда, и я никогда не встречал подобной выносливости и неутомимой работоспособности. С утра до ночи она была за своим рабочим столом, и редко кто из нас ложился спать раньше двух часов ночи».

### Невидимые соавторы
«Британника» в статье о Блаватской сообщает, что в 1875 г. она поставила перед собой цель — объединить спиритизм с «буддийскими легендами о тибетских мудрецах, или адептах-чудотворцах». Затем она решила отказаться от спиритизма, за исключением того, что касалось двух «тибетских адептов, или „махатм“, известных как Кут Хуми и Мория». Махатмы «являлись к ней в своих „астральных телах“, „осаждали“ сообщения, которые мгновенно доставлялись для неё из Тибета, и поощряли её на демонстрацию фокусов для убеждения скептиков».
А. П. Синнетт писал в своей книге «Оккультный мир», что истина, которую Блаватская совершенно не стремилась скрывать, состоит в том, что помощь, которую она оккультными способами получала от адептов на протяжении всего периода работы над книгой, была такой обширной и длительной, что она не столько является автором «Разоблачённой Изиды», сколько входит в авторскую группу, фактически создавшую этот труд. Г. Олкотт рассказал, что рукописи книги, изготовленные в разное время, имели большие отличия. Один из почерков Е. П. Б. был очень мелким, но ясным; другой — крупным и размашистым; ещё один — чётким, среднего размера и очень легко читаемым; а ещё один — корявым и трудноразличимым, с буквами «a», «x» и «e», которые имели какую-то странную, иноземную форму. По воспоминаниям Олкотта:

«Любопытно, что каждое изменение в рукописи Е. П. Б. происходило либо после того, как она на какой-то момент выходила из комнаты, либо когда она входила в транс или абстрактное состояние, и её взгляд был безжизненно направлен мимо меня в пространство. Также имели место отчетливые изменения в её индивидуальности, скорее в её личных особенностях, в походке, в голосе, в манерах и более того — в её нраве… Она выходила из комнаты одним человеком, а возвращалась другим. Но менялись не физическое тело, а особенности её движений, речи и манер, ментальная ясность, взгляд на вещи, английская орфография, а главное — очень менялось её настроение».
Олкотт пришёл к выводу, что Е. П. Б. сама одалживала своё тело, как одалживают, например, пишущую машинку, и переходила к другой деятельности в астральном теле. Определённая группа адептов входила в её тело и действовала им по очереди. Он говорит, что личность Е. П. Б. была, таким образом, инструментом, распределившим весь материал, контролировавшим его форму, оттенки, выразительность, тем самым наложившим отпечаток собственного стиля. Различные владельцы тела Е. П. Б. только изменяли её привычный почерк, но не писали своим собственным; таким образом, используя её мозг, они вынуждены были позволять ей окрашивать их мысли и располагать слова в определённом порядке.

### Выбор названия
В письме А. Аксакову от 20 сентября 1875 года Блаватская сообщает предполагаемое название будущей книги: «Ключ к таинственным вратам» (Skeleton Key to mysterious Gates). Позже книгу стали называть «Покров Изиды» (The veil of Isis), и первый том вышел под этим названием. Однако Дж. У. Боутон, издатель книги, узнал, что в Англии уже вышла книга с таким же названием. В результате книга получила своё окончательное название «Разоблачённая Изида».

### Публикация
При подготовке к публикации рукопись Блаватской редактировал профессор Александр Уайлдер, приверженец и знаток философии Платона, археолог, писатель и практикующий врач. Книга была опубликована в сентябре 1877 года в Нью-Йорке в издательстве «J. W. Bouton».
Американская Биографическая Энциклопедия в статье о Блаватской сообщает, что публикация её первой книги вызвала «переполох в литературном мире»: в этой книге, ради представления Западу идей теософии, была использована «почти вся известная литература данной тематики»; книга преследует цель — доказать существование «охраняемого мудрецами тайного знания, являющегося корнем, от которого произошли все мировые религии».

## Основные идеи книги
А. Н. Сенкевич отметил, что уже с первых строк писательница называет свою книгу «плодом довольно близкого знакомства с восточными адептами и изучения их науки». Блаватская представляет себя читателям книги путешественницей, побывавшей в обеих Америках, Сибири, Африке, Индии и Тибете. В ходе этого путешествия она была приобщена ко многим тайнам мироздания и человеческого духа. Её паломничество было подготовлено, как она объясняла, хранителями древнего знания и проходило под их пристальным и благожелательным наблюдением:

«В нашей учёбе нам показали, что тайны не есть тайны. Имена и места, которые для западного ума имели значение только в восточных сказках, были нам показаны, как реальности».
— Из Введения
Диапазон тем, затронутых писательницей в её книге, чрезвычайно широк. Это теории по поводу психических феноменов, тайны природы, возможности индийских магов, секты ранних христиан. Это также и негативная роль церкви, как бюрократической организации, в истории человечества, восточные космогонии и тексты Библии, тайны каббалы, эзотерические доктрины буддизма, пародированные в христианстве, ереси ранних христиан и тайные общества, иезуитство и масонство, Веды и Библия, миф о дьяволе.
Книга состоит из двух томов: первый сосредоточен в основном на науке, второй — на теологии.

«Между этими двумя столкнувшимися титанами — наукой и теологией — находится обалдевшая публика, быстро теряющая веру в бессмертие человека и в какое-либо божество, быстро спускающаяся до уровня чисто животного существования. Такова картина часа, освещённого сияющим полуденным солнцем христианской и научной эры!»— Из Предисловия («Перед завесой»)
В книге проводится идея духовности мироздания и в соответствии с ней отстаиваются позиции теософии.

«…Будущее существует в астральном свете в виде зародыша так же, как настоящее существовало в зародыше в прошлом. В то время как человек свободен в выборе, образ его действия и неизбежность процесса известны заранее; они предопределены не основываясь на фатализме или судьбе, но, просто, по принципу вселенской неизменной гармонии… Кроме того, у вечности не может быть ни прошлого, ни будущего, но только настоящее, так же, как беспредельное пространство, в его строго буквальном смысле, не может иметь ни далёких, ни близких мест. Наши концепции, ограниченные узкой ареной нашего опыта, пытаются приспособиться если и не к концу, то, по крайней мере, к какому-то началу времени и пространства, но ни того, ни другого в действительности не существует, ибо в таком случае время не было бы вечным, и пространство — беспредельным. Прошлое существует не более чем будущее, как мы уже сказали; выживают только наши воспоминания; а наши воспоминания суть только быстро мелькнувшие картины, которые мы схватываем в отражениях этого прошлого, отразившихся в токах астрального света…»— Из Главы VI, Т. 1
Отрицание так называемыми точными науками духовного начала в человеке, как считает Блаватская, неимоверно его унижает. Она обращается к мистериям древних, пытаясь понять и разрешить мировоззренческие противоречия своего времени.
Д-р Элвин Кун писал, что Блаватская своей книгой хотела доказать, что реальная магия была бесспорным фактом, частью подлинной истории человечества; она была «высочайшим свидетельством родства человека с природой, самым главным проявлением его могущества, королевой всех наук!» По мнению Блаватской, игнорирование этого факта современной философией является главной причиной её бессилия. Далее он цитирует:

«Клеймить магию и оккультную науку, как обман, является оскорблением человечества. Поверить, что в течение многих тысяч лет одна половина человечества занималась тем, что обманывала другую половину, — равносильно утверждению, что человеческая раса состоит только из мошенников и неизлечимых идиотов. Где та страна, в которой не занимались магией? И в каком веке она была полностью забыта?»
А. Н. Сенкевич писал, что в своей книге Блаватская представляет доказательства существования других, нематериальных, субстанций. Появление в «Изиде» представления о духовной эволюции от «человека к сверхчеловеку, к магу, к высшему существу приводит Блаватскую к логическому выводу о том, что обычный человек, для которого Бог умер, не брошен на произвол судьбы. Напротив, он надёжно защищён теми, кто достиг магического могущества и продлил срок своей жизни до мафусаилова века».
Блаватская акцентирует различие между спиритическими феноменами и спиритуализмом, как системой взглядов. Она отстаивает истинность спиритических феноменов, но отнюдь не представлений спиритуалистов. В томе, посвящённом науке, она пытается доказать, что наука может быть столь же догматичной, как и религия, и критикует научный подход, отрицающий спиритические феномены без какого-либо серьёзного исследования их, одновременно цитируя различных учёных знаменитостей, признающих необходимость изучения духовной составляющей мироздания.

«Такое догматическое утверждение, что месмеризм и животный магнетизм являются только галлюцинациями, наводит на мысль, что нужны доказательства… Тысячи раз академикам давалась возможность убедиться в истине, но они неизменно уклонялись. Напрасно месмеристы и целители вызывали на дачу свидетельских показаний глухих, хромых, занемогших и умирающих, которые были исцелены и возвращены к жизни простыми манипуляциями и апостольским „возложением рук“. „Совпадение“ — вот обычный ответ, когда факт слишком очевиден, чтобы его полностью отрицать; „заблуждение“, „преувеличение“, „знахарство“ — вот излюбленные выражения наших слишком многочисленных последователей Фомы Неверующего».
— Из Главы VI, Т. 1
Во втором томе («теологическом») она подвергает критике лицемерие некоторых религий, сосредоточиваясь на том, когда и как они отклонились от идей своих основателей и начали двигаться в неверном направлении.
А. Н. Сенкевич писал, что «Блаватская отмечает в церковном христианстве духовную узость, порождённую болезненным честолюбием его иерархов, начиная с апостола Петра». Такое христианство, по её мнению, не содействует проникновению в истинную сущность духа, а является исключительно религиозным освящением власти над людьми. Оно, как она считает, насаждает грубый антропоморфизм в ущерб духовности.

«Являясь анализом религиозных верований вообще, этот том в особенности направлен против богословского христианства, главного противника свободной мысли. Он не содержит ни одного слова против чистых учений Иисуса, но нещадно разоблачает их вырождение в пагубно вредные церковные системы…»— Из Предисловия, Т. 2
Одновременно она прослеживает доктрины наиболее авторитетных мистиков и философов, постепенно продвигаясь к их общему духовному корню.
Блаватская пишет:

«Единство Бога, бессмертие духа, вера в спасение только через наши труды, заслуга и наказание, — таковы основные пункты религии мудрости и основы ведантизма, буддизма, парсизма; и мы находим, что таковыми были даже основы древнего озиризма, когда мы, предоставив популярного солнечного бога материализму черни, сосредоточиваем наше внимание на „Книгах“ Гермеса Трижды Великого».
— Из Главы II, Т. 2
«Блаватская отдавала себе отчёт, что с выходом „Изиды“ её ждёт всеобщее поругание», — писал А. Н. Сенкевич, — «особенно со стороны представителей академической науки и христианских церквей». Она не скрывала своего скептического отношения к Евангелиям, утверждая, что к ним не имеют отношения ни Иисус Христос, ни апостолы. Блаватская брала под сомнение телесную смерть и телесное воскресение Христа, считая, что его тело было предано земле, а то, что увидели его ученики и последователи, представляло другое тело, сотканное из эфира (астральная сущность). Она пишет:

«Иисус Христос-Бог есть миф, выдуманный два столетия спустя после того, как умер действительный еврейский Иисус».— Из Главы XI, Т. 2
С точки зрения Блаватской, основой мистического христианства является религиозная философия индийских брахманов.
Таким образом, в книге рассматривается история, распространение и развитие оккультных наук, природа и происхождение магии, корни христианства, проводится сравнительный анализ христианства и буддизма, критикуются общепринятые концепции ортодоксальной науки.
В последней главе второго тома Блаватская приводит десять основных положений своей философии:

«1. Чудес нет. Всё, что происходит, есть результат закона — вечного, нерушимого, всегда действующего.

2. Природа триедина: существует видимая, объективная природа; невидимая, заключённая внутри, сообщающая энергию природа, точная модель первой и её жизненный принцип; и над этими двумя — дух, источник всех сил, один только вечный и неразрушимый. Две низших постоянно изменяются; третий, высший, не изменяется.

3. Человек также триедин: он имеет объективное, физическое тело; оживляющее астральное тело (или душу)… и над этими двумя витает и озаряет их третий — повелитель, бессмертный дух…

4. Магия как наука представляет собою знание этих принципов и способа, посредством которого всезнание и всемогущество духа и его власть над силами природы могут быть приобретены человеком, пока он всё ещё находится в теле. Магия, как искусство, есть применение этого знания на практике.

5. Злоупотребление сокровенным знанием есть колдовство; применение во благо — истинная магия, или МУДРОСТЬ.

6. Медиумизм есть противоположность адептства; медиум есть пассивный инструмент чужих воздействий; адепт активно управляет самим собою и всеми ниже его стоящими силами.

7. Поскольку всё, что когда-либо было, есть или будет, оставляет запись о себе на астральном свете, или скрижалях невидимой вселенной, то посвящённый адепт, пользуясь зрением своего духа, может узнать всё, что когда-либо было известно или может стать известным.

8. Человеческие расы различаются по духовной одарённости так же, как по цвету кожи, росту или по каким-либо иным внешним качествам; среди некоторых народов от природы преобладает дар провидчества, среди других — медиумизм…

9. Одним из проявлений магического искусства является добровольное и сознательное выделение внутреннего человека (астральной формы) из внешнего человека (физического тела). У некоторых медиумов это выделение (экстериоризация) происходит бессознательно и непроизвольно…

10. Краеугольным камнем МАГИИ является основательное практическое знание магнетизма и электричества, их свойств, соотношений и потенций. Особенно необходимо знакомство с их влиянием на животное царство и на человека».
— Из Главы XII, Т. 2

## Реакция
Книга произвела большое впечатление на читающую и мыслящую публику — первый тираж в тысячу экземпляров был распродан в течение десяти дней.
В «Спрингфилд рипабликэн» работа Блаватской была названа «большим блюдом объедков», в «Нью-Йорк сан» — «выброшенным мусором», а «Нью-Йорк трибьюн» написала: «Знания Блаватской грубы и не переварены, её невразумительный пересказ брахманизма и буддизма скорее основан на предположениях, чем на информированности автора».
Но были и другие мнения.

Книга, конечно же, привлечёт внимание всех, кто интересуется историей, теологией и тайнами древнего мира. («Дейли грэфик»).

Страницы пестрят сносками, где в качестве авторитетных источников выступают самые глубокие писатели прошлого… Книга требует самого серьёзного внимания со стороны философов и заслуживает вдумчивого прочтения. («Бостон ивнинг трэнскрипт»).

Благодаря поразительным неповторимым особенностям, смелости, многогранности и огромному разнообразию затрагиваемых вопросов, это одно из самых замечательных произведений нашего века. («Нью-Йорк гералд»).
Русский писатель Всеволод Соловьёв, один из самых последовательных антагонистов Блаватской (см. Эпизоды из жизни мадам Блаватской), тем не менее в 1892 году написал, что «Изида» является «самым удивительным и чудесным» из её «феноменов», потому что её «способность схватывать, компилировать и писать с головокружительной быстротою — поразительна».

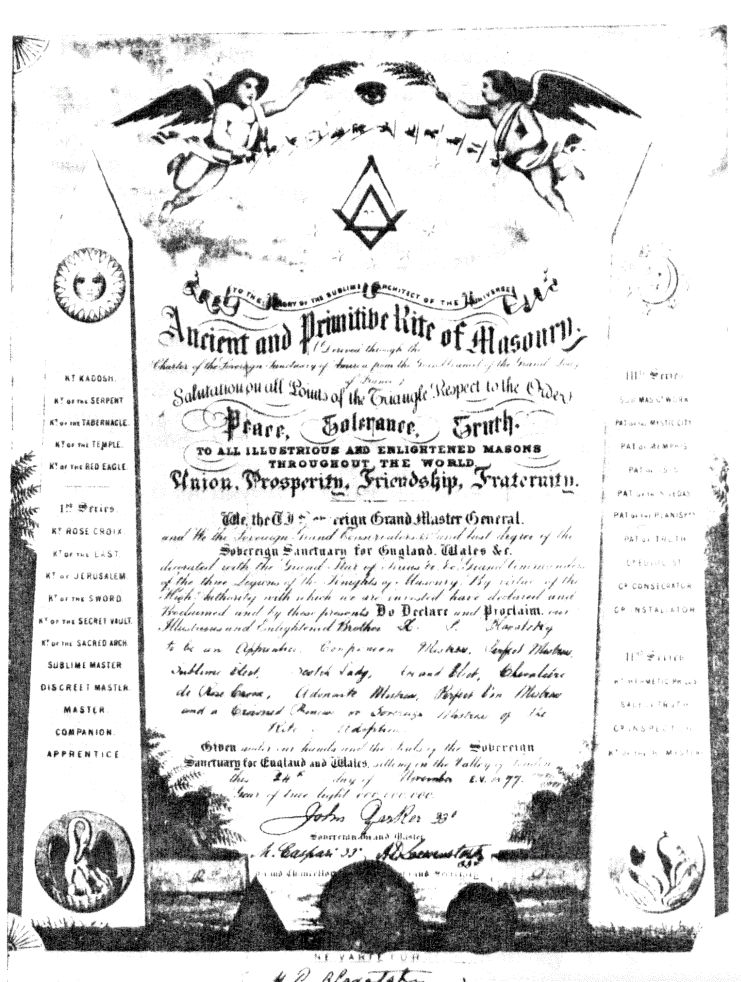
Масонский диплом Блаватской, полученный после публикации книги

Писатель и философ-мистик Мэнли Холл в своём «Энциклопедическом изложении символической философии» неоднократно ссылается на книгу Блаватской, в частности, в тексте об Атлантиде, об истоках поклонения змеям, о мистических свойствах растений, о «вечных» светильниках и др.
Индолог, буддолог и лингвист Макс Мюллер писал о книге Блаватской:

Её книга, под названием «Разоблачённая Изида», в двух томах по 600 страниц каждый, изобилует примечаниями (как компетентными, так и глупыми), ссылками на множество авторитетных источников и демонстрирует огромный объём нелёгкой работы и неверно направленной изобретательности. Указывать на её грубые ошибки можно бесконечно.
Русский философ Владимир Соловьёв писал, что Блаватская пыталась «в три приёма» изложить суть эзотерического буддизма в своих книгах «Разоблачённая Изида», «Тайная доктрина» и «Ключ к теософии».

Первое из этих сочинений изобилует именами, выписками и цитатами. Хотя большая часть этого материала взята, очевидно, не из первых источников, однако нельзя отказать автору в обширной начитанности. Зато систематичность и последовательность мышления отсутствуют вполне. Более смутной и бессвязной книги я не читал во всю свою жизнь. И главное, здесь не видно прямодушного убеждения, нет отчётливой постановки вопросов и добросовестного их разрешения. <…> На чём же, однако, основана эта антирелигиозная, антифилософская и антинаучная доктрина? Единственно на предположении о существовании какой-то тайной мудрости, крупицы которой находятся у мистиков всех времён и народов, но которая в целости хранится каким-то за-гималайским братством, члены которого живут по тысяче лет и более, могут, не выходя из своей кельи, действовать на любой точке земного шара и т. п. Вовсе не отрицая, безусловно, возможности подобных вещей, мы полагаем, что учение, которое принимает их действительность как свой исходный пункт, которое основывается на каком-то предполагаемом, голословно утверждаемом секрете, — за который никто и ничто не ручается, — никак не может быть признано искренним и серьёзным учением.
С другой стороны, А. Н. Сенкевич писал:

Такие выдающиеся авторитеты, как профессор Кембриджского университета Грэхам Хау или историк Майкл Гомес, признали высокую компетентность Блаватской как историка религии и отдали ей должное как оригинальному философу. Разумеется, что-то бралось из вторых рук, в тексте книги встречаются не совсем корректные этимологические реконструкции определённых религиозных понятий. Вместе с тем невозможно не восхититься огромной эрудицией автора этого монументального труда, её уникальной, чрезвычайно обширной памятью, мощью её критики церковной бюрократии и собственными интуитивными прозрениями.

Теософские учения, изложенные в книгах Блаватской и других членов Теософского Общества, неоднократно подвергались жёсткой критике. Многие авторы выражали сомнение по поводу источников информации, сообщаемой теософами. В частности, К. Пол Джонсон утверждал, что «махатмы», о которых писали теософы и чьи письма представили, в действительности являются идеализациями людей, которые были менторами Блаватской. Джонсон заявил, что Кут Хуми — это Такур Сингх Сандханвалиа, член Сингх Саба, Индийского национально-освободительного движения и реформаторского движения сикхов. Махатма Мориа — это Махараджа Ранбир Сингх из Кашмира, который умер в 1885 году. Некоторые учёные отмечали, что имеется мало доказательств того, что «махатмы» Блаватской когда-либо существовали.

## Переводы на русский язык
- неуказанный переводчик:
  - издание 1992 г., издательство: Российское теософское общество[57]
  - издание 1993 г., издательство: Ассоциация духовного единения «Золотой Век»[58]
  - издание 1999 г, издательство: АСТ[59]
  - издание 2003 г., издательство: АСТ[60]
- перевод: Хейдок Альфред Петрович:
  - издание 2007 г., издательство: Эксмо[61]
- перевод: Леонов Константин, Колесникова Ольга Васильевна[62]:
  - издание 2015 г., Издательство: Эксмо[63]
  - издание 2016 г., издательство: Эксмо-Пресс[64]
  - издание 2017 г., издательство: Издательство Э[65]
  - издание 2018 г., издательство: Эксмо[66]

## Комментарии
1. ↑  «185 editions published between 1875 and 2013 in 7 languages and held by 1,268 WorldCat member libraries worldwide». // WorldCat identities.
2. ↑  «The authoritative writings of modern theosophy are the following by Madame H.P. Blavatsky: Isis Unveiled, Voice of the Silence, The Secret Doctrine, The Key to Theosophy»[2].
3. ↑  «В этой книге Блаватская изложила собственные представления о западной оккультной философии, а также своё неприятие спиритизма, в то время основного религиозного движения в Америке»[4].
4. ↑  «Published in 1877 after two years of often controversial production, it set the tone for the movement and became the first authoritative embodiment of the theosophical worldview»[5].
5. ↑  «The birth of the Society encouraged the writing of HPB's first major literary effort, the two volumes of Isis Unveiled, subtitled A Master Key to the Mysteries of Ancient and Modern Science and Theology»[6].
6. ↑  А. Н. Сенкевич писал, что Блаватская в «Изиде» заложила фундамент того религиозно-философского течения, которое было названо «теософией»[3]. С другой стороны, д-р Элвин Кун писал, что «Изиду» нельзя считать учебником по теософии[7].
7. ↑  «Летом 1875 года Блаватская приступает к работе над своей первой книгой по оккультизму»[8].
8. ↑  «Blavatsky turned the production of the book into somewhat of a collaborative affair, serving as creative source and supplying the content and initial organizational shape. Olcott also played an editorial role, correcting her manuscript, proofreading, searching for quotations and supplementary materials, and trying to help embody ideas in the appropriate English terms. These duties were modestly noted to be of secondary importance. Corrective and auxiliary work rather than creative. Blavatsky was the ultimate arbiter however. She already knew what she was looking for in terms of supportive or illuminating ideas, but Olcott helped provide shape and linguistic coherence when she asked him to in his assisting role»[11].
9. ↑  См. также: Олкотт, Генри Стил#Спиритизм и теософия
10. ↑  «Йогин может сделать своё тело невидимым»[12].
11. ↑  См. Письма Кут Хуми Ледбитеру#Второе письмо, последний комментарий.
12. ↑  «In 1875 she conceived the plan of combining the spiritualistic “control” with the Buddhistic legends about Tibetan sages [or wonder-working adepts].  Henceforth she determined to exclude all control save that of two Tibetan adepts or “mahatmas,” [called respectively Koot Hoomi and Morya].  The mahatmas exhibited their “astral bodies” to her, “precipitated” messages which reached her from the confines of Tibet in an instant of time, supplied her with sound doctrine, and incited her to perform tricks for the conversion of sceptics»[13].
Слова «or wonder-working adepts» и «called respectively Koot Hoomi and Morya» взяты из статьи в 10-м издании.
13. ↑  А. Н. Сенкевич писал: «Необходимо твёрдо себе уяснить, что махатмы — это эзотерический ключ к жизни и творчеству Блаватской»[14]. Также Г. Тиллетт писал: «Концепция Учителей, или махатм, представленная Блаватской, является сплавом западных и восточных идей; по её словам, местонахождение большинства из них связано с Индией или Тибетом. И она, и полковник Олкотт утверждали, что видели махатм и общались с ними. В западном же оккультизме идея „сверхчеловека“ была связана, в частности, с братствами, основанными Мартинесом де Паскуалли и Луи-Клодом де Сен-Мартеном»[15].
Гудрик-Кларк писал, что «концепция Учителей» представляет собой идею розенкрейцеров о «невидимых и тайных адептах», работающих для прогресса человечества[16].
14. ↑  См. Махатма#Теософия.
15. ↑  «Having only a small library, HPB was aided by her teachers in finding material. Several other people also helped her, notably Colonel Henry S. Olcott — principal co-founder of the Society — who assisted her for months in organizing and editing the manuscript, and Dr. Alexander Wilder, scholar and Platonist, who helped to write the introduction, corrected foreign terms, added valuable material here and there in both volumes, and cut out much extraneous matter». (Cit. John P. Van Mater Unveiling Isis: HPB's First Book)[5].
16. ↑  А. Н. Сенкевич писал, что Блаватская «убедила Олкотта, что эту книгу ей надиктовывают Учителя»[3].
17. ↑  Гудрик-Кларк писал, что Олкотт обнаружил в рукописи несколько типов почерка Блаватской, каковое он объяснил тем, что она сочиняла «под влиянием» нескольких «Учителей»[8].
18. ↑  Арнольд Калнитски писал, что достаточно даже поверхностного взгляда на жизнь Е. П. Блаватской, чтобы убедиться, что она систематически была подвержена определённым формам того, что позднее получило название "изменённых состояний сознания"[18].
19. ↑  «Olcott, who believed that the manuscripts were written for her, not by her, takes the assumption of an intervening possessive supersensory presence as the most likely explanation. It was assumed that while in sleep the astral body or abiding intelligence of a Master or a chela would “take over” and use her as a vehicle to produce the manuscript»[19].
20. ↑  «Manuscripts apparently were produced in her sleep. Her body was allegedly used as a vehicle by other more advanced spiritual entities according to her explanations»[20].
21. ↑  «Иногда же Учитель завладевал её телом и писал её рукой. Спору нет, эта помощь была очень актуальна, поскольку речь идёт о книге объёмом в полмиллиона слов. В таких случаях Олкотт наблюдал поразительные изменения в почерке Блаватской»[21].
22. ↑  «There was in particular, in addition to several of the Oriental "Sages", a collaborator in the person of an old Platonist — "the pure soul of one of the wisest philosophers of modern times, one who was an ornament to our race, a glory to his country". He was so engrossed in his favorite earthly pursuits of philosophy that he projected his mind into the work of Madame Blavatsky and gave her abundant aid»[22].
23. ↑  Гудрик-Кларк назвал книгу Блаватской «обширным компендиумом по магии, алхимии и каббале»[26].
24. ↑  «Blavatsky singles out two dominant authoritative institutions, the Christian Church (particularly, Catholicism) and science (specifically, the supporters of materialism) of being guilty of perpetuating inaccurate and demeaning worldviews. And in contrast, she tries to rehabilitate a worldview based on neglected or misrepresented occult and mystic traditions, as well as a more properly defined acknowledgment of spiritualist phenomena»[28].
25. ↑  В. А. Трефилов[англ.] писал, что в пантеистической картине мира «каждая частица материи духовно-материальна. Дух и материя составляют неразрывную пару, и одна сторона не может существовать без другой»[30].
26. ↑  Гудрик-Кларк утверждает, что Блаватская отождествляла эзотеризм с «древней мудростью», единым источником всех религий[31].
27. ↑  «Cit. Isis Unveiled, Vol. I, p. 14»[32].
28. ↑  Теософская концепция эволюции предполагает развитие человечества до практически безграничного духовного раскрытия по примеру таких фигур, как Будда, Христос и других, подобных им, идеалов человеческого устремления[33].
29. ↑  В. А. Трефилов писал: «Не отрицая позитивной роли науки, теоретики теософии подчёркивают её ограниченность. Главная разница между теософической наукой и обычной современной наукой видится в том, что последняя имеет дело лишь с обрывками целого — с физическими явлениями этого и других миров, с тем, что может быть проведено через физический мозг человека и его чувства»[34].
30. ↑  «Ничто так не поучительно, как негодующее недоверие некоторых учёных материалистов, с которым они относятся к явлениям, доказывающим существование невидимого духовного мира. В наше время, когда кто-либо стремится доказать наличие души, он так же задевает атеистическое правовериe, как когда-то церковное правоверие задевалось отрицанием Бога. Правда, жизнью своею при этом уже не рискуют, но зато рискуют репутацией»[35].
31. ↑  «In Isis Unveiled, the tone is aggressively confrontational when challenging those felt to be most responsible for the misconstruing of esoteric knowledge. Her major targets of criticism are continually singled out and held accountable for supporting the exoteric worldviews felt to be the unsatisfactory repercussions of this misplaced orientation»[36].
32. ↑  Гудрик-Кларк писал, что во втором томе «Изиды» Блаватская проводит сравнительный анализ христианства, индуизма и буддизма[31].
33. ↑  «Blavatsky presumes that she is able to explicate the “real truth” of occult and mystical signification symbolically hidden in the output of such diverse schools as ancient Egyptian mythology, Neoplatonic philosophy, Hermetic texts, Vedanta philosophy, and many other allegedly esoteric sources»[39].
34. ↑  «Человек может освободиться от колеса рождений и смертей, чтобы перейти к сверхчеловеческой эволюции»[40].
35. ↑  «The denial of a personal God nullifies its claim to be a spiritualistic philosophy. Judging it as presented by its own exponents, it appears to be a strange mixture of mysticism, charlatanism, and thaumaturgic pretension combined with an eager effort to express its teaching in words which reflect the atmosphere of Christian ethics and modern scientific truths»[41].
36. ↑  «Blavatsky sums up the theoretical implications of Isis Unveiled by listing ten major points emphasised in the work»[42].
37. ↑  Радхакришнан писал: «Мир, открытый нашим органам чувств, не является всем миром природы. То, что, казалось бы, должно противоречить принципам физического мира, только дополняет его при помощи принципов другой части космического порядка. Мир, находящийся за пределами физического, имеет своё собственное знание и законы»[12].
38. ↑  «Blavatsky tries to rehabilitate the worthiness and relevance of magic, old mythologies, the Kabala, the Vedas, the thoughts of Egyptian Hierophants, Buddhist thinkers, ancient philosophers, alchemists, astrologers, mystics, and other discredited or misconstrued traditions and individuals»[43].
39. ↑  Оккультные способности позволяют исследовать любое событие, поскольку всё, что когда-либо случается, навсегда остаётся отпечатанным в субстанции  Акаши[44].
40. ↑  «Высокоразвитый человек может во время сна, медитации или транса покинуть своё тело и действовать в высших мирах»[45].
41. ↑  «Isis Unveiled was an unexpected success, quickly selling out its first edition of a thousand copies, and eliciting both favourable and critical reaction»[46].
42. ↑  Позднее сама Блаватская охарактеризовала книгу как «произведение неудовлетворительное, сбивчиво и неясно написанное»[52].
43. ↑  См. Отчёт Ходжсона, У. К. Джадж#Публикация в «Сан».
44. ↑  По словам Джонсона, он был «весьма ортодоксальным теософом в течение десяти лет» и опубликовал тогда более двух десятков статей в различных теософских журналах. См.:
Johnson K. P. Research That is Destructive of Belief Systems. 1994
Johnson K. P. Seeing Auras. 1995.
45. ↑  Также см[56]. Однако несколько ранее А. И. Андреев писал, что  исследование  С. Грофом случаев мистического «расширения сознания» и «переживания встреч со сверхчеловеческими духовными сущностями», от которых человек получал «послания, информацию и объяснения по разным экстрасенсорным каналам», могут дать ключ к разгадке феномена теософских «махатм» —  «духовных гидов с более высокого плана сознания». (См. Андреев А. И. Оккультист Страны Советов. М.: 2004).